# Гркавешчак
Гркавешчак (хрв. Grkaveščak, мађ. Göröghegy) је насељено место у општини Свети Мартин на Мури, Међимурска жупанија, Хрватска.

## Историја
До територијалне реорганизације у Хрватској био је у саставу старе општине Чаковец.

## Становништво
У попису становништва из 2011. године, Гркавешчак је имао 72 становника.
| Број становника према пописима | Број становника према пописима | Број становника према пописима | Број становника према пописима | Број становника према пописима | Број становника према пописима | Број становника према пописима | Број становника према пописима | Број становника према пописима | Број становника према пописима | Број становника према пописима | Број становника према пописима | Број становника према пописима | Број становника према пописима | Број становника према пописима | Број становника према пописима |
| ------------------------------ | ------------------------------ | ------------------------------ | ------------------------------ | ------------------------------ | ------------------------------ | ------------------------------ | ------------------------------ | ------------------------------ | ------------------------------ | ------------------------------ | ------------------------------ | ------------------------------ | ------------------------------ | ------------------------------ | ------------------------------ |
| 1857                           | 1869                           | 1880                           | 1890                           | 1900                           | 1910                           | 1921                           | 1931                           | 1948                           | 1953                           | 1961                           | 1971                           | 1981                           | 1991                           | 2001                           | 2011                           |
| 119                            | 132                            | 865                            | 981                            | 188                            | 188                            | 203                            | 234                            | 252                            | 221                            | 205                            | 154                            | 95                             | 156                            | 144                            | 72                             |

Напомена: Насеља Горњи Концовчак, Градишчак, Јуровчак и Капелшчак 1880. и 1890. исказана су као једно насеље под именом Света Маргита. У наведеним годинама садржи податке за то некадашње насеље. Године 1971. исказивано под именом Гркавешћак.